# Endliche Geometrie
Die endliche Geometrie ist der Teil der Geometrie, der „klassische“, endliche, geometrische Strukturen, nämlich endliche affine und projektive Geometrien und deren endliche Verallgemeinerungen erforscht und beschreibt. Auch die Strukturen selbst, mit denen sich dieses Teilgebiet der Geometrie und der Kombinatorik befasst, werden als „endliche Geometrien“ bezeichnet.
Allgemein werden heute im Gebiet der endlichen Geometrie die Eigenschaften endlicher Inzidenzstrukturen untersucht, wobei man in der Regel von solchen Strukturen ausgeht, denen eine geometrische Motivation zugrunde liegt, zum Beispiel von endlichen Inzidenzgeometrien. Typische Fälle einer geometrischen Motivation sind die Axiome „durch zwei Punkte geht genau eine Gerade“ oder „durch drei Punkte - auf einer Kugel - geht genau ein Kreis“.
Blockpläne sind die typischen Untersuchungsobjekte der modernen endlichen Geometrie, also auch typische endliche Geometrien. Wenn eine klassische endliche Geometrie wie unten beschrieben als Inzidenzstruktur (Rang-2-Geometrie) betrachtet wird, ist jede endliche, mindestens zweidimensionale affine und projektive Geometrie ein 2-Blockplan, insofern ist der Begriff „Blockplan“ eine gemeinsame Verallgemeinerung der Begriffe „endliche affine Geometrie“ und „endliche projektive Geometrie“. Die Theorie der Blockpläne wird auch als Design-Theorie (englisch: design theory) bezeichnet. Dieser Begriff stammt ursprünglich aus der statistischen Versuchsplanung, die zu Anwendungen der endlichen Geometrie in einigen nichtmathematischen Gebieten führt.
Eine wichtige mathematische Anwendung haben klassische endliche Geometrien und ihre Verallgemeinerungen in der Gruppentheorie und dort insbesondere für die Klassifikation der endlichen einfachen Gruppen, da sich gezeigt hat, dass viele einfache Gruppen zum Beispiel alle Gruppen vom Lie-Typ übersichtlich als Automorphismengruppen von endlichen projektiven Geometrien dargestellt werden können. Auf verallgemeinerten Geometrien operieren die fünf sporadischen Mathieu-Gruppen: Sie sind die vollen Automorphismengruppen von fünf bestimmten Wittschen Blockplänen.

## Klassische endliche Geometrien
Mit der Axiomatisierung der (reellen zwei- und drei-dimensionalen) Geometrie um die Wende zum 20. Jahrhundert, maßgeblich durch Hilberts Axiomensystem der euklidischen Geometrie, wurde auch die Frage nach endlichen Modellen für die minimalen Axiomensysteme der affinen und projektiven Geometrie aufgeworfen, die schon vorher in Spezialfällen zum Beispiel von Gino Fano untersucht worden waren. Es hatte sich gezeigt, dass mindestens dreidimensionale Geometrien stets desarguessch sind. Da für endliche Geometrien der Satz von Pappos und der Satz von Desargues äquivalent sind (algebraisch formuliert: weil nach dem Satz von Wedderburn jeder endliche Schiefkörper eine kommutative Multiplikation hat), lassen sich alle endlichen, mindestens dreidimensionalen klassischen Geometrien als affine bzw. projektive Räume über einem endlichen Körper darstellen. Dagegen existieren nichtdesarguessche zweidimensionale Geometrien, also affine und projektive Ebenen.

### Endliche Ebenen
Jede affine Ebene stammt von einer projektiven Ebene (durch Schlitzen dieser projektiven Ebene) ab. Daher wird bei der Frage nach der Existenz endlicher Ebenen überwiegend nach projektiven Ebenen gesucht, deren Theorie übersichtlicher ist, da nichtisomorphe affine Ebenen von der gleichen projektiven Ebene abstammen können, während alle projektiven Abschlüsse einer affinen Ebene zueinander isomorph sind. Die nichtdesarguesschen Ebenen werden in der Regel durch die Lenz-Barlotti Klassifikation klassifiziert, die von Hanfried Lenz und Adriano Barlotti in den 1940er und 1950er Jahren entwickelt wurde. In dieser Klassifikation, die auch für unendliche Ebenen verwendet wird, gehören die nichtdesarguesschen endlichen Ebenen einer der Lenz-Klassen I (Ebenen über echten Ternärkörpern), II (über echten Kartesischen Gruppen), IV (Translationsebenen über echten Quasikörpern) oder V (Translationsebenen über echten Halbkörpern) an. Für jede dieser Klassen konnte die Existenz endlicher Modelle gezeigt werden, aber es sind noch viele Existenzfragen offen. Siehe zu Existenzfragen, den offenen Fragen und den Vermutungen dazu die Artikel Projektive Ebene, Lateinisches Quadrat, Differenzenmenge und Satz von Bruck und Ryser.

### Endliche Geometrien aus klassischen Geometrien
In klassischen, auch unendlichen Geometrien lassen sich endliche induzierte Inzidenzstrukturen definieren, die auch für die globale Struktur der Ausgangsgeometrie interessant sein können. Die klassischen Konfigurationen, die zu Schließungssätzen gehören, bilden solche endliche Inzidenzstrukturen.
- Zum Beispiel ist die vollständige Desargues-Konfiguration[5] in einer klassischen Geometrie eine endliche Inzidenzstruktur mit 10 Punkten und 10 Geraden und eine symmetrische Inzidenzstruktur im folgenden Sinn: Die Inzidenzmatrix, die die Struktur beschreibt, kann als symmetrische Matrix gewählt werden.
- Auch ein vollständiges Viereck in einer projektiven Ebene kann als endliche Inzidenzstruktur, mit den Eckpunkten oder den Eckpunkten samt Schnittpunkten der Gegenseiten (Diagonalpunkten) und deren Verbindungsgeraden als Blöcken aufgefasst werden. Hier können, wenn man die Diagonalpunkte hinzunimmt, zweierlei, nicht zueinander isomorphe Inzidenzstrukturen entstehen: Ein Fano-Viereck oder ein Anti-Fano-Viereck.
- In einem endlichen projektiven Raum kann durch eine quadratische Menge eine Inzidenzstruktur definiert werden, wobei die Punkte zum Beispiel (gewisse) Punkte auf der quadratischen Menge und die Blöcke (gewisse) Tangentialräume an die quadratische Menge sein können. Siehe als Beispiel das verallgemeinerte Viereck auf einem Hyperboloid.

## Endliche Geometrien als Diagrammgeometrien oder Inzidenzstrukturen
Zu einer klassischen endlichen Geometrie gehört eine endliche Anzahl n von Typen, diese bilden zum Beispiel für eine dreidimensionale Geometrie die Typenmenge {\displaystyle \Delta =\{\mathrm {Punkt,Gerade,Ebene} \}}. Dieses klassische Konzept mit einer endlichen, aber beliebigen Anzahl {\displaystyle n\geq 2} von Typen die eine Fahnenstruktur der Inzidenz aufbauen, wird durch die endlichen Buekenhout-Tits-Geometrien (auch Diagramm-Geometrien genannt) verallgemeinert.
Die kombinatorische Untersuchung der endlichen Geometrien befasst sich meist mit Rang-2-Geometrien im Sinne der Diagramm-Geometrie, also mit Inzidenzstrukturen, Geometrien mit genau zwei unterschiedlichen Typen {\displaystyle \Delta =\{\mathrm {Punkt,Block} \}}. Bei klassischen n-dimensionalen Geometrien sind dies einerseits die herkömmlichen Punkte, andererseits als Blöcke die Teilräume einer bestimmten Dimension d mit {\displaystyle 1\leq d<n}. Dies sind dann Inzidenzstrukturen und sogar 2-Blockpläne. Meist sind die betrachteten endlichen Geometrien desarguesch, also n-dimensionale affine bzw. projektiven Räume über einem endlichen Körper mit q Elementen {\displaystyle \mathbb {F} _{q}}. Diese Blockpläne werden dann als {\displaystyle AG_{d}(n,q)} bzw. {\displaystyle PG_{d}(n,q)} notiert. Für die nichtdesarguesschen Ebenen werden vereinzelt die Notationen {\displaystyle AG_{1}(2,T)=AG(2,T)} bzw. {\displaystyle PG_{1}(2,T)=PG(2,T)} verwendet, wobei T ein die Ebene koordinatisierender Ternärkörper ist.

## Automorphismen
Die Automorphismen einer endlichen Inzidenzstruktur (also einer endlichen Rang-2-Geometrie im Sinne von Buekenhout und Tits) werden auch als (verallgemeinerte) Kollineationen bezeichnet. Jede inzidenzerhaltende, bijektive Selbstabbildung ist ein Automorphismus der Inzidenzstruktur. Für klassische Geometrien, deren Blockmenge genau die klassische Geradenmenge ist, sind diese Automorphismen gerade die klassischen Kollineationen.
Auch im allgemeineren klassischen Fall einer endlichen Geometrie {\displaystyle AG_{d}(n,q)} oder {\displaystyle PG_{d}(n,q)}, deren Blöcke d-dimensionale Teilräume sind, ist in der Regel ein (Inzidenzstruktur-)Automorphismus zugleich ein Automorphismus im klassischen Sinn (der also alle Teilräume auf Teilräume des gleichen Typs abbildet). Die einzigen Ausnahmen von dieser Regel bilden die affinen Anti-Fano Räume über dem Restklassenkörper {\displaystyle \mathbb {Z} /2\mathbb {Z} } (siehe zu diesen Ausnahmen Kollineation). Insofern geht bei der kombinatorischen Beschränkung auf zwei Typen bei einer klassischen endlichen Geometrie (außer für Geometrien mit genau 2 Punkten auf jeder Geraden) keine wesentliche Information verloren.